# 2행정 기관

2행정 기관

2행정 기관(Two-stroke engine) 또는 2사이클 엔진(two-cycle, two-cycle engine)은 4행정 기관과 비교하여 피스톤이 크랭크 축을 한 번 회전하여 동력을 완성하는 내연 기관이다.

## 개요
2행정 기관은 피스톤이 상승하면서 흡입과 압축이 이루어지고, 하강하면서 폭발과 배기가 이루어지는 총 2행정으로 사이클이 완료된다. 2행정 엔진의 한 사이클이 완료되면 크랭크 축과 캠축은 각각 1회전으로 동작한다.
엔진 오일을 같이 연소하는 특성 때문에 환경 규제에 불리하며, 4행정 기관에 비해 사이클 한 번에 폭발하는 횟수가 많아 실린더와 피스톤의 수명이 짧기 때문에 자동차에는 거의 사용되지 않고 있다. 유럽 등지에서는 2행정 기관의 제작을 줄여나가고 있다.
무게가 가볍고 소형으로 제작할 수 있는 특성 때문에 2행정 기관은 스쿠터 등 소형 원동기와 예취기, 고출력의 선박용 디젤 엔진에서 이용되고 있다. 오토바이의 경우, 과거에는 2행정 기관이 널리 사용되었으나, 현재는 모터크로스 계통을 제외하고는 대부분 4행정 기관으로 제작되고 있다.
한 편, 2행정 디젤 기관의 경우 반대로 산업용 디젤 엔진으로 널리 이용되고 있다. 이는 4행정에 비해 출력과 무게, 보수성이 우수하고, 촉매와 필터를 크게 만들어 매연과 미세먼지같은 문제를 해결할 수 있기 때문이다. 단, 4행정과는 달리 연비와 소음, 진동, 배기가스 규제에서는 불리하다. 2행정 디젤 기관은 화물선이나 EMD계 디젤 철도차량에서 사용되고 있다.

## 작동 형태
- 가솔린 2행정 기관

먼저 흡입·압축 행정이 이루어지는 동안, 피스톤이 아래에서 위로 올라가면서 사이클이 시작된다. 여기서 크랭크실과 실린더 사이의 소기포트를 막는데, 이 과정에서 실린더 안에 먼저 들어가 있던 혼합기체를 압축하고, 동시에 다음 사이클을 위해 혼합기체가 크랭크실로 유입된다.
피스톤이 제일 윗부분에 이른 후, 점화 플러그의 전기 스파크로 혼합기체가 폭발한다. 그 압력으로 피스톤이 위에서 아래로 내려가면서 폭발·배기 행정이 진행된다. 이 때 먼저 배기포트가 열리면서 배기 가스가 빠져나가고, 이후 소기포트가 열리면서 크랭크실에 대기되어 있던 혼합기체가 소기포트를 통해 실린더에 유입되면서 한 사이클이 완료된다. 2행정 기관에서는 배기 포트와 소음기 사이에 커다란 챔버가 있는데, 배기 중에 연소되지 않은 혼합기체가 같이 배기 되지 않도록 실린더로 유도하는 역할을 한다.
실린더 아래 부분의 크랭크실은 4행정 엔진에선 엔진 오일만 들어가지만, 2행정 기관은 엔진 오일과 함께 연소를 준비할 혼합기체도 함께 들어가게 된다. 그래서 실린더에 혼합기체가 유입될 때, 엔진 오일도 함께 유입되어 연소된다. 한 편, 2행정 기관용 엔진 오일은 발화점이 낮게 되어 있으므로 2행정 기관용 엔진 오일을 4행정 기관에 넣을 경우 화재 위험이 커진다.
- 디젤 2행정 기관

디젤 2행정 기관은 4행정 기관에도 있는 상단의 밸브가 있으나, 4행정 기관과 달리 모두 배기밸브로 동시에 열린다.
배기 밸브가 열리면 연소된 가스는 압력에 의해 음속에 가까운 속도로 배출된다. 이후 피스톤이 아래로 내려오면서 배기공이 열리고 새로운 공기가 실린더 내로 유입되는데 이 때, 슈퍼차저와 터보차저를 통해 순식간에 과급하여 나머지 연소가스를 밀어내고 실린더 내부를 채운다. 이후 배기 밸브가 닫히고 다른 디젤 엔진과 마찬가지로 공기만 유입시켜 공기를 압축 시킨 후 연료를 분사하여 압축착화로 연소시킨다.

## 장,단점
2행정 기관은 밸브 개폐기구가 없기 때문에 간단한 구조를 가지고 있다. 4행정 기관의 밸브 서징이 없기 때문에 흡배기 포트 위치를 조절함으로서 22,000rpm 이상의 초고회전형 엔진 제작도 쉬워지는 장점이 있다. 마력당 무게도 4행정 기관에 비해 가볍다. 그리고 회전력이 균일하여 적은 실린더 수로도 충분한 작동을 할 수 있고, 같은 크기의 4행정 기관에 비해 1.6~1.7배의 높은 출력이 발생한다.
단점은 각 행정의 작동, 그 중에서도 흡기행정과 배기행정이 불완전하다. 배기행정이 4행정 엔진의 절반 가량으로 짧아서 배기가스가 불안정하고, 유효행정이 짧아 흡입 효율이 떨어진다. 그래서 배기행정에서 연소되지 않은 혼합가스의 일부가 배기가스와 함께 배출되는 문제가 발생하여 연료 소비율이 매우 떨어진다. 그리고 소기 및 배기공이 열려 있는 시간이 일어 평균 유효 압력과 효율이 낮다. 그리고 소기 및 배기공이 실린더 벽에 구멍이 뚫려 있는 형태 때문에 피스톤과 피스톤 링의 소손과 마모가 발생하게 된다. 그리고 열손실이 높고, 탄화수소의 배출량이 많다.
그리고 혼합기와 함께 엔진 오일도 함께 섞여 연소되는 특성으로 인해 엔진의 작동 환경이 쉽게 좋지 않게 되어 자주 정비를 해야 하고, 엔진 오일의 연소로 인해 배기가스의 대기 오염물질 양이 심한 문제가 있다.

## 같이 보기
- 방켈 엔진